# Chaponost
Chaponost település Franciaországban, Rhône megyében. Lakosainak száma 9217 fő (2022. január 1.). Chaponost Francheville, Soucieu-en-Jarrest, Sainte-Foy-lès-Lyon, Saint-Genis-Laval, Brignais, Brindas és Oullins-Pierre-Bénite községekkel határos.

## Népesség
A település népességének változása:
| Lakosok száma | 8099 | 8436 | 8755 | 8717 | 8790 | 8846 | 8887 | 9052 | 9217 |
|               | 2013 | 2015 | 2016 | 2017 | 2018 | 2019 | 2020 | 2021 | 2022 |

## Testvérvárosok
- Lesignano de’ Bagni, Olaszország, 2008 óta